# 利斯河戰役 (1918年)
利斯河战役（Battle of the Lys），是一战期间德军對法兰德斯地區进攻的一部分，也是1918年春季攻勢的一部分。 最初為鲁登道夫策划的格爾奧格作戰（Operation George），但后来被缩减为格爾奧格蒂作戰（Operation Georgette）。格爾奧格蒂作戰一譯「喬治特」。作戰目標是占领伊普尔，迫使英军撤回海峡港口，退出战争。 在计划、执行和影响方面，格爾奧格蒂作戰都像春季攻勢早期的米夏耶爾作戰。

## 背景

### 战略发展
德军的攻擊區域是法兰德斯。德軍前线，自比利時伊普爾以東約10公里，至法国贝蒂讷以南约40公里，由北北東朝南南西方向延伸。利斯河，則從西南向东北，穿過此區域中央的阿尔芒蒂耶尔。 協約國方面，比利时军队防守最北邊；赫伯特‧普盧默的英军第二军團防守中北部，Henry Horne的第一军團防守南邊。

## 背景

### 戰前狀況
德军进攻主力，在北邊是弗里德里希·西克斯特·冯·阿尔尼姆的第四军團；在南邊是斐迪南的第六軍團。兩支军隊都包括大量训练有素的突擊步兵，能發動滲透突擊的戰術。
英国第一军團相對較弱。第一军團有數個军力低弱的師，包括两支葡萄牙远征军不足編制一半人力的師，難以承受德军的攻击。

### 德军的攻击计划
德军计划打通英军第一军團，再向北將英军第二军團推向西邊海峽，並切断英军在法国的補給線，即來自海峽港口加莱、敦刻尔克和布洛涅的補給線。

## 過程

### 埃斯泰爾之戰：4月9日至11日
4月7日晚上，德军開始轟炸阿爾芒蒂耶爾和費斯蒂貝爾間的協約國戰線。轰炸持续到4月9日黎明。第六军團随后以八個師發動攻擊。德军突击葡萄牙遠征軍的第二師團。葡萄牙的師團遭到擊潰，並在慘烈的戰鬥之後，向埃斯泰爾撤退。儘管承受德軍兩個師團的攻擊，英军第五十五步兵師，憑藉比葡萄牙军更安全的地利，擋住攻擊。位於葡萄牙師團北邊的英军第四十師 在德军攻击下潰散，向北邊撤退。
Horne動用預備隊国王爱德华騎兵團和第十一自行车营去阻止德军的突破，但遭到击破。 德军穿越15公里，推進8公里，逼進利斯河邊的埃斯泰爾。英军剩餘的師團在埃斯泰爾擋住德軍。 4月10日，德軍第六军團试图向西拿下埃斯泰爾，但不成功；向北攻擊第二军團側翼，拿下阿爾芒蒂耶爾。

### 梅森之戰：4月10日至11日

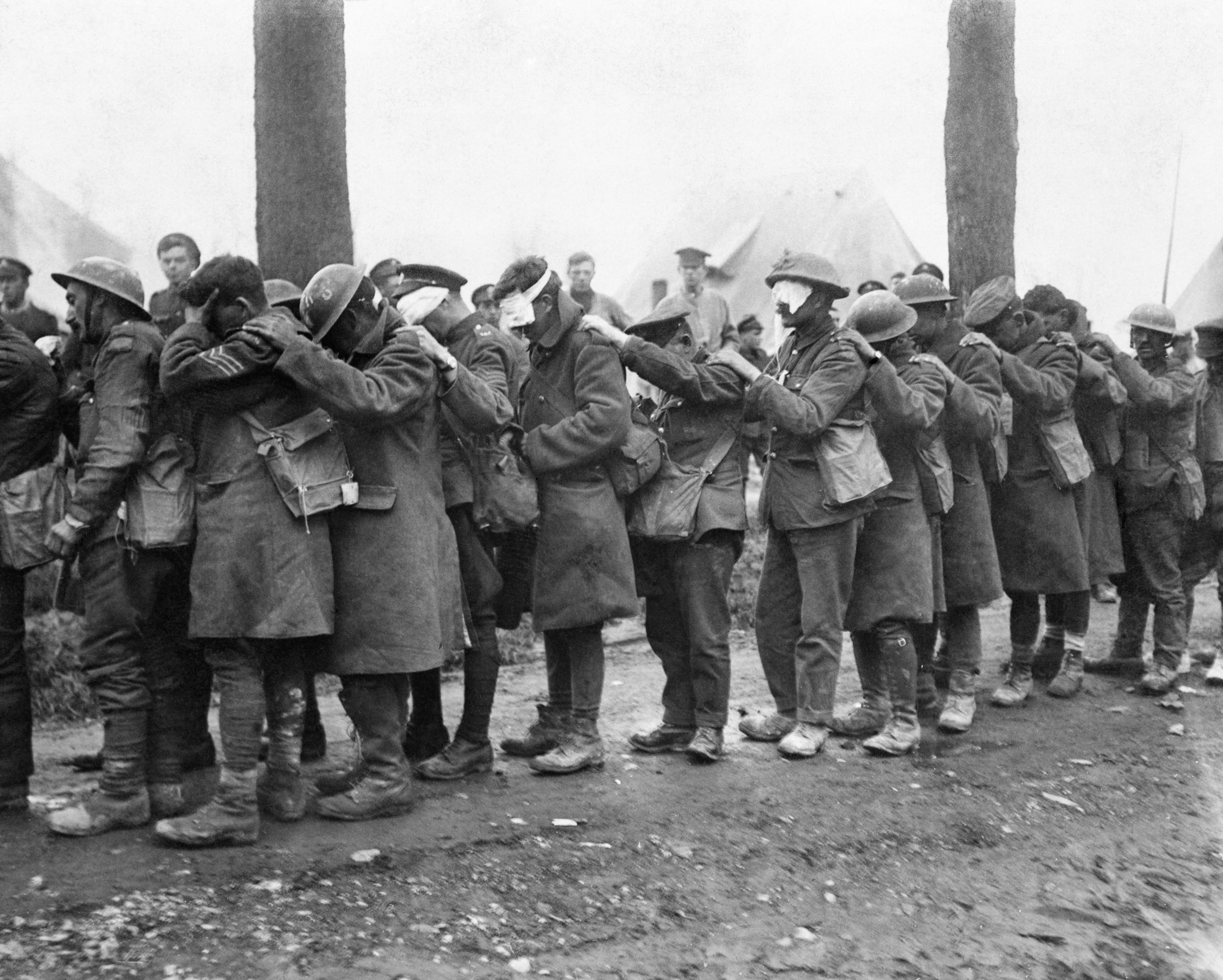
英军第55師在戰鬥中被毒氣弄瞎，1918年4月10日

也在4月10日，德军第四军團以四個師攻擊阿爾芒蒂耶爾，對抗英军第十九師。第二军團出動預備師團向南支援遭德軍打穿的第一军團，並奪取梅森。第二十五師往南方移動，遭到包夾，因而撤退4公里。4月11日前，英军陷入絕望的狀況；11日同日，英军總司令黑格發布著名的"背靠在墙"（backs to the wall）命令。

### 阿茲布魯克之戰：4月12日至15日
12日，第六军團重新向南攻击，朝向英军重要補給點阿茲布魯克，另一波則向西推進 。德军占領梅爾維勒。4月13日，德軍遭到已轉移至該區域的澳洲第一師 阻擋。英军第四師防禦山脊，第五師及第三十三師防禦涅普森林。

### 拜約勒之戰：4月13日至15日
4月13日至15日間，儘管面對英军的抵抗，德军仍攻佔阿爾芒蒂耶爾西側的拜约勒。普盧默考量第二军團的损失與南侧的潰敗，命令北翼從帕斯尚爾 撤往伊普尔和伊瑟運河；比利时军队向北同一行動。

### 退出帕斯尚尔
3月23日，黑格便已要求普盧默計劃縮短伊普爾突出部的前線，以調動部隊給其他军團。4月11日，普魯默下令第二军團南翼撤退，並下令第二军、第八军於翌日自帕斯尚尔突出部撤退。12日，第八军及第五十九師向南轉進，部分第四十一師填補前者的位置。第三十六師及第三十師眼護第八军於11日半夜撤離。至13日，第八军在無德軍干擾的情況下，完成撤離。
4月13日，英军考慮退出利斯河河谷，該處拉長英军戰線。普盧默同意退出伊普爾突出部，轉入克莫爾山（Mt. Kemmel）、伊普爾南方4公里的Voormezeele等地防守山嶺；但至14日，英军仍占领帕斯尚尔突出部。翌日，在砲火與前哨的掩護與偽裝下，第二军、第二十二军安靜撤離。16日清晨，突出部部隊方完成撤退。
4月16日，德軍方知英军已經退出突出部。

### Merckem之戰：4月17日
4月17日，比利时军击败來自蒙特許爾斯特森林巴伐利亞第六師等德軍部隊的攻擊，此即Merckem之戰。此戰中，德軍占領Kippe，但在夜幕來臨前被迫離開。下午，雙方反覆爭奪Voormezeele。比利时方面，619人死亡、受伤或失踪。德國方面，則約1922至2354人死亡，779人遭俘。

### 第一次克莫爾山之戰：17日至19日
克莫爾山，是阿爾芒蒂耶爾及伊普爾間的戰略高地。17至19日間，德軍第四军團發動攻擊，但遭英军阻擋。

### 貝蒂訥之戰：4月18日
4月18日，德军第六军團攻击貝蒂訥，試圖向南突破，但被英军击退。

### 第二次克莫爾山之戰：25日至26日
法国元帅福煦，在4月14日協約國的軍事會議上同意派遣法国的預備隊利斯河區域，一支法军師團增援防守克莫爾山的英军。
4月25日至26日間，德軍第四军團以3個師團突袭並占領克莫爾山。然而，此一成功對突破協約國戰線無法取得新的進展。

### Scherpenberg之戰：4月29日
4月29日，德军最后的攻击，占領了克莫爾山西北方丘陵，Scherpenberg。

## 影響
4月下旬，更多的法国增援部队抵达，而德军遭受许多伤亡，尤其是突擊步兵的傷亡與對阿茲布魯克的挫敗。 格爾奧格蒂作戰最終不能实现其目标；4月29日，德军停止作戰。

## 外部連結
- CWGC map
- The Battle of the Lys 1918, 4th Battle of Ypres: Kemmel（页面存档备份，存于）
- Operation Georgette（页面存档备份，存于）
- Portugal in WWI
- List of British Forces involved in the battles（页面存档备份，存于）
- Historical film documents on the Battles of Ypres at www.europeanfilmgateway.eu（页面存档备份，存于）

### 脚注
1. ↑  J. E, Edmonds; H.R., Davies; R. G. B., Maxwell-Hyslop. . 1995: 154–155. ISBN 978-0-89839-223-4.
2. ↑  Edmonds, Davies & Maxwell-Hyslop 1995, pp. 159–163.
3. ↑  Edmonds, Davies & Maxwell-Hyslop 1995, p. 155.
4. ↑  Edmonds, Davies & Maxwell-Hyslop 1995, pp. 159–160.
5. ↑  Edmonds, Davies & Maxwell-Hyslop 1995, pp. 149–155.
6. ↑  Edmonds, Davies & Maxwell-Hyslop 1995, pp. 147–148, 168.
7. ↑  Rodrigues 2013, p. 19.
8. ↑  Edmonds, Davies & Maxwell-Hyslop 1995, pp. 156, 165–174.
9. ↑  Edmonds, Davies & Maxwell-Hyslop 1995, p. 174.
10. ↑  Edmonds, Davies & Maxwell-Hyslop 1995, pp. 174–197
11. ↑  Edmonds, Davies & Maxwell-Hyslop 1995, pp. 193, 200–204
12. ↑  Edmonds, Davies & Maxwell-Hyslop 1995, pp. 204–209.
13. ↑  Edmonds, Davies & Maxwell-Hyslop 1995, pp. 222, 249–254.
14. ↑  Edmonds, Davies & Maxwell-Hyslop 1995, pp. 254–281, 305–329.
15. ↑  Becke, Maj A. F. . London: Naval & Military Press. 2007: 63,71. ISBN 978-1-84734-738-1.
16. ↑  Edmonds, Davies & Maxwell-Hyslop 1995, pp. 284–329.
17. ↑  Edmonds, Davies & Maxwell-Hyslop 1995, pp. 113–114, 245, 275.
18. ↑  Edmonds, Davies & Maxwell-Hyslop 1995, pp. 299–300, 319, 316, 326.
19. ↑  Edmonds, Davies & Maxwell-Hyslop 1995, pp. 337–338, 342, 443.
20. ↑  .   [2018-12-13]. （原始内容存档于2018-09-09） （荷兰语）.
21. ↑  Edmonds, Davies & Maxwell-Hyslop 1995, pp. 341–368.
22. ↑  Edmonds, Davies & Maxwell-Hyslop 1995, pp. 357–363.
23. ↑  Edmonds, Davies & Maxwell-Hyslop 1995, pp. 409–428.
24. ↑  Edmonds, Davies & Maxwell-Hyslop 1995, pp. 428–440.
25. ↑  Edmonds, Davies & Maxwell-Hyslop 1995, pp. 442–452.

### 书籍
- Baker, Chris. . Barnsley: Pen & Sword Military. 2011. ISBN 978-1-84884-298-4.
- Becke, Maj A. F.  Naval & Military Press, Uckfield. London: HMSO. 2007 [1934]. ISBN 978-1-84734-738-1.
- Edmonds, J. E.; Davies, H. R.; Maxwell-Hyslop, R. G. B. . History of the Great War Based on Official Documents by Direction of the Historical Section of the Committee of Imperial Defence II Imperial War Museum & Battery Press. London: Macmillan. 1995 [1937]. ISBN 978-0-89839-223-4.
- Henriques, M. C.; Leitão, A. R. . Lisboa: Prefácio. 2001. ISBN 978-972-8563-49-3.
- Marix Evans, M. . London: Arcturus. 2002. ISBN 978-0-572-02838-1.
- Middlebrook, M.  Penguin reprint. London: Allen Lane. 1983 [1978]. ISBN 978-0-7139-1081-0.

### 论文
- Zabecki, D. T.  (学位论文). London: Routledge. 2006  [2013-10-03]. ISBN 978-0-415-35600-8. （原始内容存档于2013-10-04）.

### 网页
- Rodrigues, H. . France at War. 2013  [2013-10-02]. （原始内容存档于2013-10-04）.
- Rickard, J. . Military History Encyclopedia on the Web. 2007-08-27  [2013-10-02]. OCLC 704513317. （原始内容存档于2013-10-05）.